# NGC 790
NGC 790 é uma galáxia lenticular (S0) localizada na direcção da constelação de Cetus. Possui uma declinação de -05° 22' 14" e uma ascensão recta de 2 horas, 1 minutos e 21,6 segundos.
A galáxia NGC 790 foi descoberta em 10 de Setembro de 1785 por William Herschel.